# Kalininaoul
Kalininaoul (Калининаул en russe ; littéralement aoul de Kalinine) est un village (aoul) du Daghestan (fédération de Russie) qui a la particularité d'être peuplé de 30 % de Tchétchènes. Ce village appartient au raïon (district) de Kazbek. Sa population était de 4 531 habitants en 2010.

## Géographie
L'aoul se trouve à 18 km au sud de Khassaviourt au bord de la rivière Aktach, le centre historique étant sur la rive droite. C'est à côté que se jette dans l'Aktach la Sala-Sou, au village de Léninaoul qui se trouve juste au nord. Kalininaoul est délimité au sud par le village d'Almak, à l'ouest par le village de Guiliany et le village de Zandak (en Tchétchénie) et à l'est par le village de Dylym, chef-lieu du raïon. Le village est situé à proximité de l'Albouri-Lam.

## Histoire

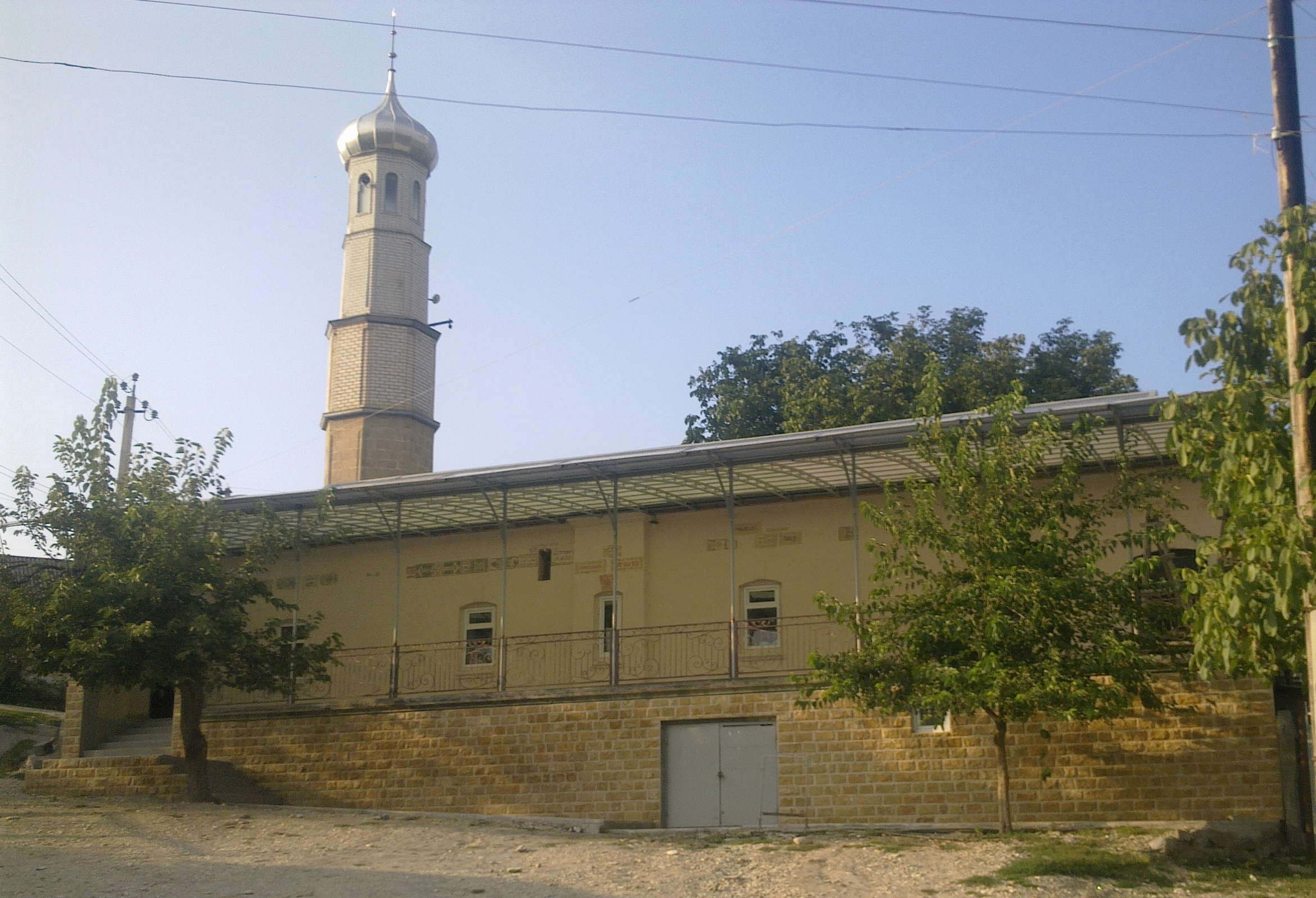
Vue de la mosquée principale dite des Tchétchènes, construite en 1904

Kalininaoul, qui s'appelait avant 1944 Yourt-Aoukh, est la première colonie de Tchétchènes (du sous-groupe des Aoukhens) à avoir été installée entre le Térek et le Soulak du temps de l'Empire russe. En 1926, l'aoul comprenait 1 196 habitants. En 1944, les Tchétchènes font partie des peuples punis par Staline en raison de leur sympathie prétendue vis-à-vis de l'Allemagne du Troisième Reich et ils sont déportés en Asie centrale par trains entiers. Les habitants du village le sont aussi et sont remplacés par des villageaois avars d'Almak et de ses environs. Jusqu'en 1944, le village faisait partie du Raïon de Aoukh.
Les Tchétchènes ont le droit de retourner chez eux dans le Caucase en 1956, mais les autorités de la république socialiste soviétique autonome du Daghestan redoutent le retour des Tchétchènes et leur interdisent de retrouver leurs aouls. Cependant les Tchétchènes parviennent peu à peu à rentrer par petits groupes. Ils représentent actuellement environ 30 % des habitants, les autres étant Avars. Il y a eu une grande bagarre d'une centaine de jeunes gens de 15 à 30 ans ici le 29 août 2007 qui opposa des Tchétchènes aux Avars et provoqua la détention d'une quinzaine d'entre eux pendant la nuit au poste de police qui furent relâchés au matin suivant.

## Illustrations

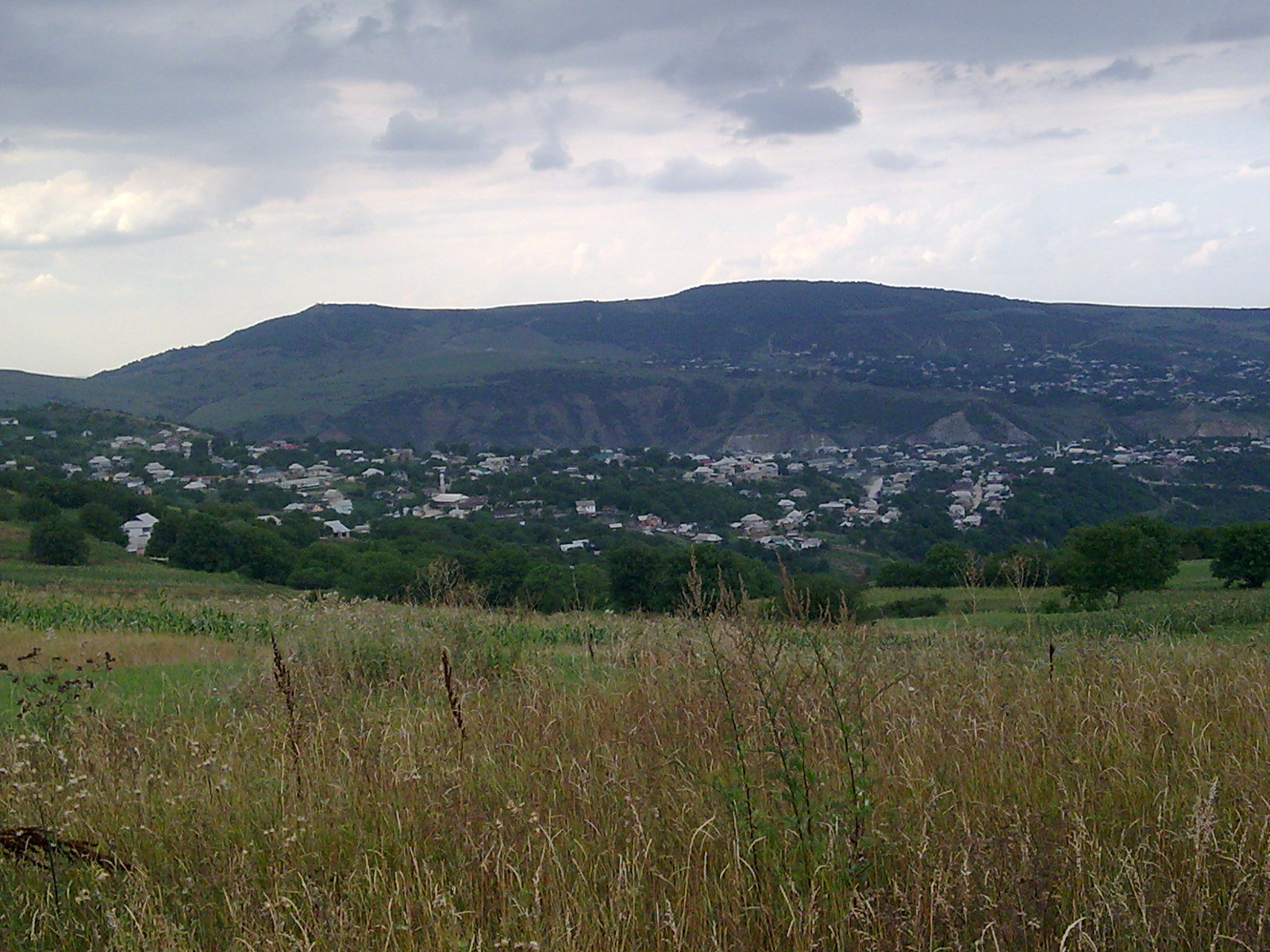
Panorama du village
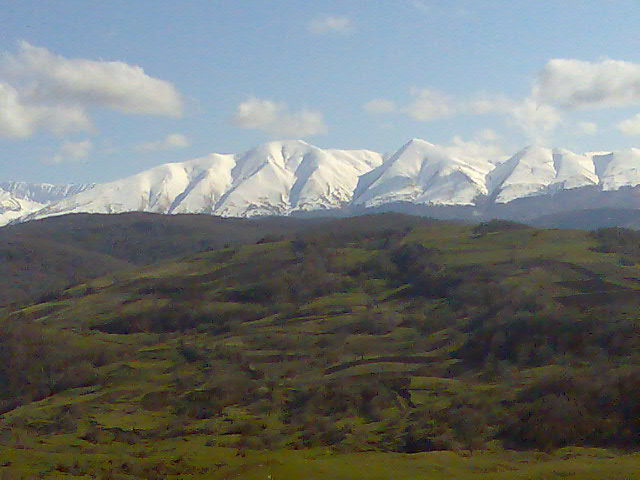
Montagnes environnantes de Yourt-Aoukh
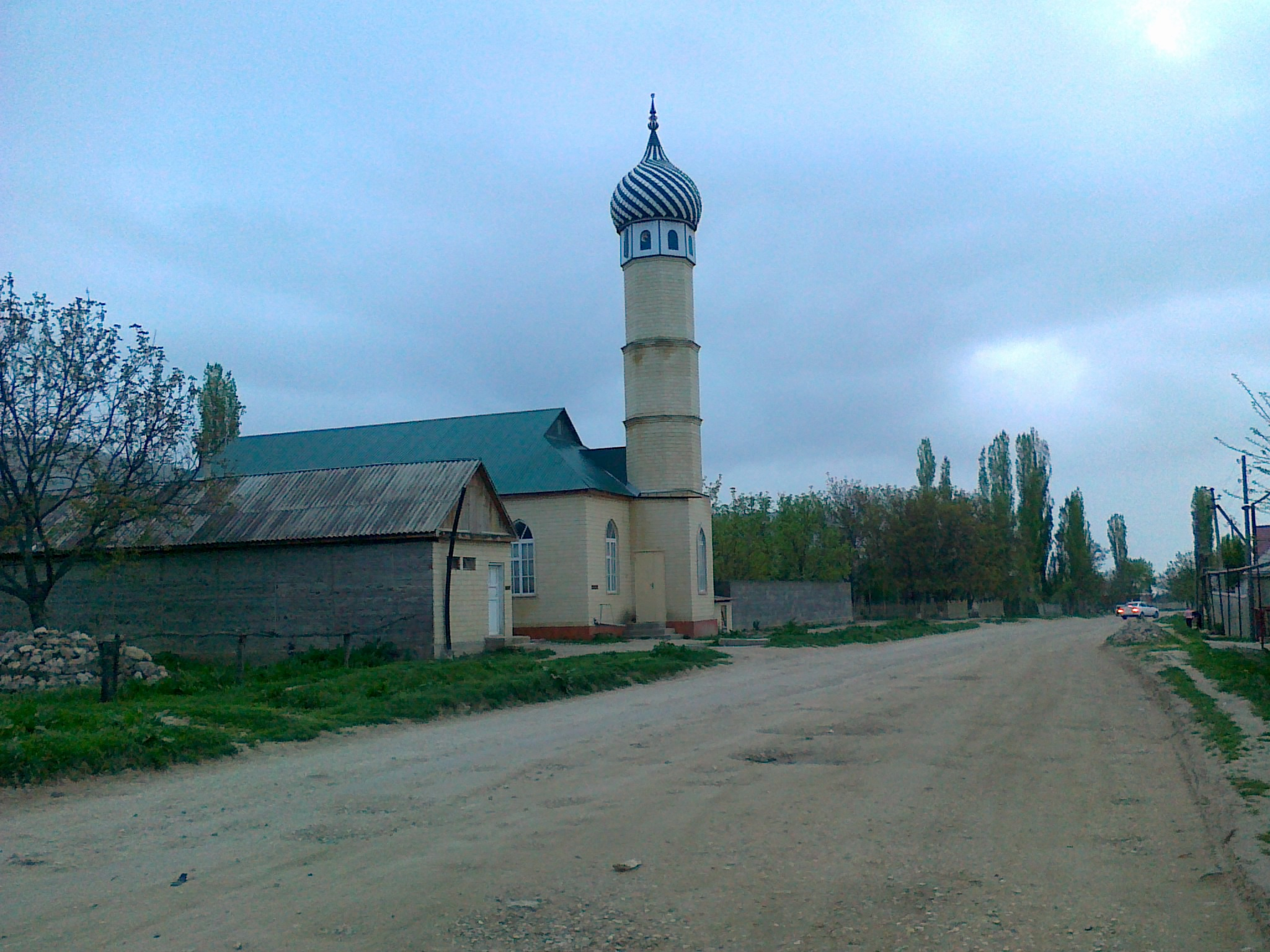
Vue de la nouvelle mosquée
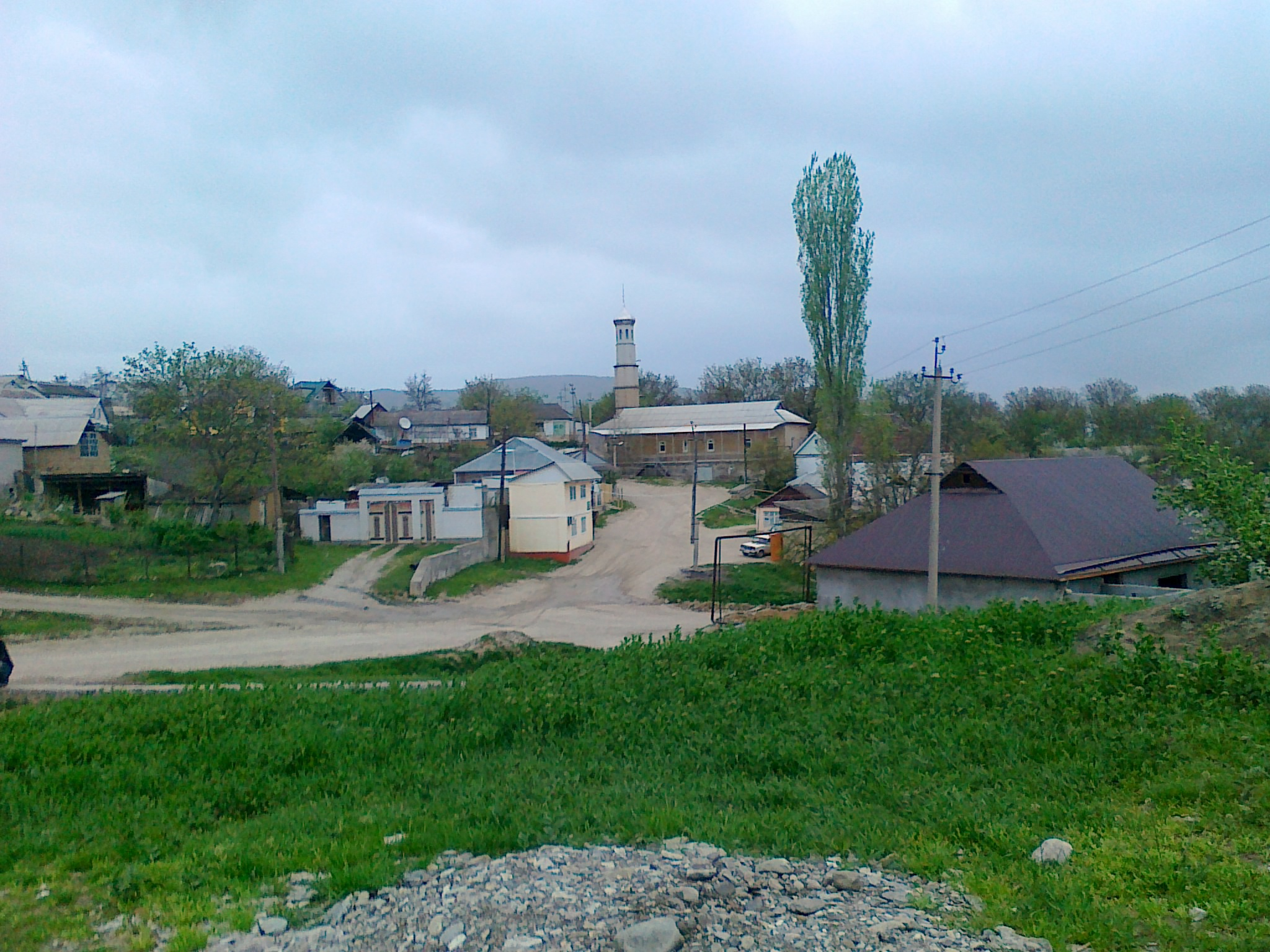
Centre du village (partie supérieure)
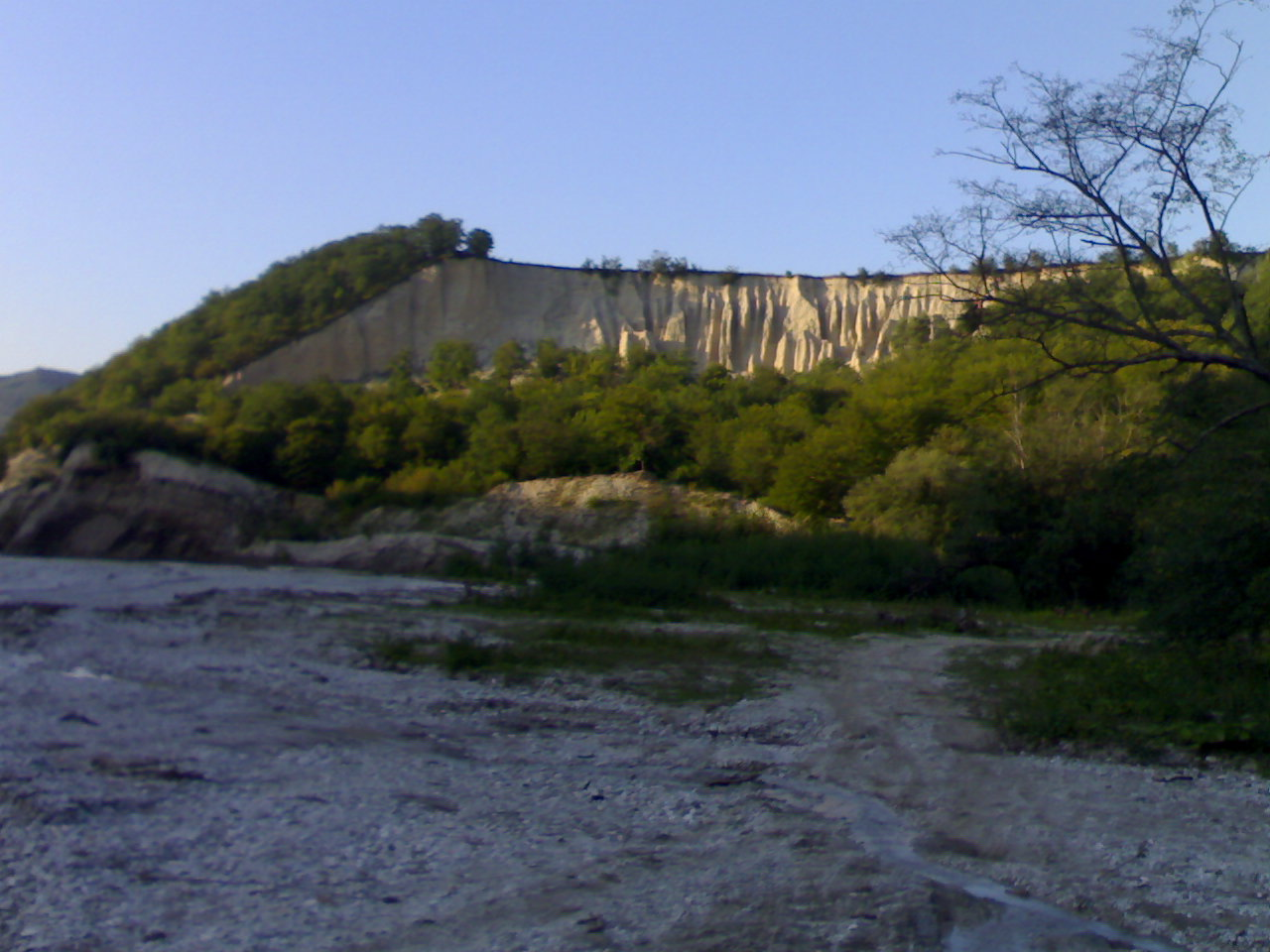
Paysage au sud-ouest de Kalininaoul